# Crystal Emmanuel
Crystal Emmanuel, dite aussi Crystal Emmanuel-Ahye (née le 27 novembre 1991 à Scarborough) est une athlète canadienne, spécialiste des épreuves de sprint.

## Biographie
Crystal Emmanuel passe un vrai cap lors de la saison 2017 où, à l'occasion du DN Galan de Stockholm, elle porte son record personnel du 200 m à 22 s 69. Le 18 juillet, elle bat le record du Canada, vieux de 34 ans, en réalisant 22 s 50.
Le 5 août suivant, en séries du 100 m des championnats du monde de Londres, elle prend un excellent départ et bat son record en 11 s 14. Elle égale ce record le lendemain en demi-finale, mais n'accède pas à la finale. Sur 200 m, elle atteint la finale et termine 7e en 22 s 60.
Elle vit à Toronto et est entraînée par Charles Allen.

## Palmarès
| Date | Compétition               | Lieu             | Résultat | Épreuve   | Temps   |
| ---- | ------------------------- | ---------------- | -------- | --------- | ------- |
| 2013 | Championnats du monde     | Moscou           | 6e       | 4 × 100 m | 43 s 28 |
| 2013 | Jeux de la Francophonie   | Nice             | 1re      | 200 m     | 23 s 63 |
| 2015 | Relais mondiaux de l'IAAF | Nassau           | 4e       | 4 × 100 m | 42 s 85 |
| 2015 | Jeux panaméricains        | Toronto          | 3e       | 4 × 100 m | 43 s 00 |
| 2015 | Championnats du monde     | Pékin            | 6e       | 4 × 100 m | 43 s 05 |
| 2016 | Jeux olympiques           | Rio de Janeiro   | 6e       | 4 × 100 m | 43 s 15 |
| 2017 | Championnats du monde     | Londres          | 7e       | 200 m     | 22 s 60 |
| 2018 | Jeux du Commonwealth      | Gold Coast       | 5e       | 200 m     | 22 s 70 |
| 2018 | Championnats NACAC        | Toronto          | 3e       | 100 m     | 11 s 11 |
| 2018 | Championnats NACAC        | Toronto          | 2e       | 200 m     | 22 s 67 |
| 2018 | Championnats NACAC        | Toronto          | 3e       | 4 x 100 m | 43 s 50 |
| 2019 | Jeux panaméricains        | Lima             | 7e       | 100 m     | 11 s 41 |
| 2019 | Jeux panaméricains        | Lima             | 4e       | 200 m     | 22 s 89 |
| 2019 | Jeux panaméricains        | Lima             | 2e       | 4 x 100 m | 43 s 34 |
| 2019 | Ligue de diamant          | Ligue de diamant | 7e       | 100 m     | 11 s 38 |
| 2019 | Ligue de diamant          | Ligue de diamant | 7e       | 200 m     | 22 s 87 |

## Records
| Épreuve | Temps   | Lieu    | Date            |
| ------- | ------- | ------- | --------------- |
| 100 m   | 11 s 11 | Toronto | 11 août 2018    |
| 200 m   | 22 s 50 | Cork    | 18 juillet 2017 |